# Kazimierz Dobrowolski (socjolog)
Kazimierz Wojciech Dobrowolski (ur. 20 grudnia 1894 w Nowym Sączu, zm. 26 marca 1987 w Krakowie) – etnolog i socjolog polski, profesor Uniwersytetu Jagiellońskiego, członek Polskiej Akademii Nauk; twórca podstaw metody integralnej w badaniach socjologicznych. 

## Życiorys
Urodził się 20 grudnia 1894 w Nowym Sączu w rodzinie urzędnika skarbowego. Ukończył Gimnazjum św. Jacka w Krakowie i w 1912 złożył z odznaczeniem egzamin dojrzałości. Studiował na Uniwersytecie Jagiellońskim (1912–1914) i Uniwersytecie Wiedeńskim (1915–1916); w 1919 obronił doktorat. Uzupełniał studia w dziedzinie socjologii i antropogeografii na paryskiej Sorbonie (1925) oraz w dziedzinie antropologii społecznej w London School of Economics (1934). W latach 1920–1935 pracował w Bibliotece Jagiellońskiej. W 1932 habilitował się, od 1935 był profesorem nadzwyczajnym Uniwersytetu Jagiellońskiego; wykładał socjologię i etnologię.
Znalazł się w gronie 183 krakowskich uczonych, aresztowanych 6 listopada 1939 w ramach hitlerowskiej Sonderaktion Krakau i trafił do obozu koncentracyjnego w Sachsenhausen; po uwolnieniu 8 lutego 1940 wrócił do Krakowa i brał udział w tajnym nauczaniu uniwersyteckim.
Powrócił do pracy na uczelni po wojnie; w 1946 mianowany profesorem zwyczajnym. Przeszedł na emeryturę w 1965.
Od czasów studenckich był zaangażowany w ruchu lewicowym: w stowarzyszeniu młodzieży socjalistycznej „Promień” w Krakowie i w studenckim kole „Spójnia”. Uczestniczył w pracach Uniwersytetu Ludowego im. Adama Mickiewicza (1912–1920), oraz Towarzystwa Uniwersytetów Robotniczych (1923–1928 i 1945–1948). W 1920 brał udział w Komitecie Plebiscytowym Spisko-Orawskim w Nowym Targu, w którym kierował sekcją propagandy. Po II wojnie światowej był członkiem Miejskiej Rady Narodowej w Krakowie i działał w Zarządzie Miejskiego Komitetu Obrońców Pokoju. 

Od 1962 był członkiem korespondentem, od 1969 członkiem rzeczywistym Polskiej Akademii Nauk; był honorowym przewodniczącym Komisji Socjologicznej Oddziału PAN w Krakowie. Organizował i pełnił funkcję dyrektora Wyższej Szkoły Nauk Społecznych Towarzystwa Uniwersytetów Robotniczych w Krakowie (1946–1950). Był członkiem honorowym Instytutu Zachodniego w Poznaniu, członkiem Polskiego Towarzystwa Ludoznawczego i Węgierskiego Towarzystwa Etnograficznego, działał w ruchu walki z alkoholizmem. Otrzymał doktorat honoris causa Uniwersytetu Jana Amosa Komeńskiego w Bratysławie (1965).

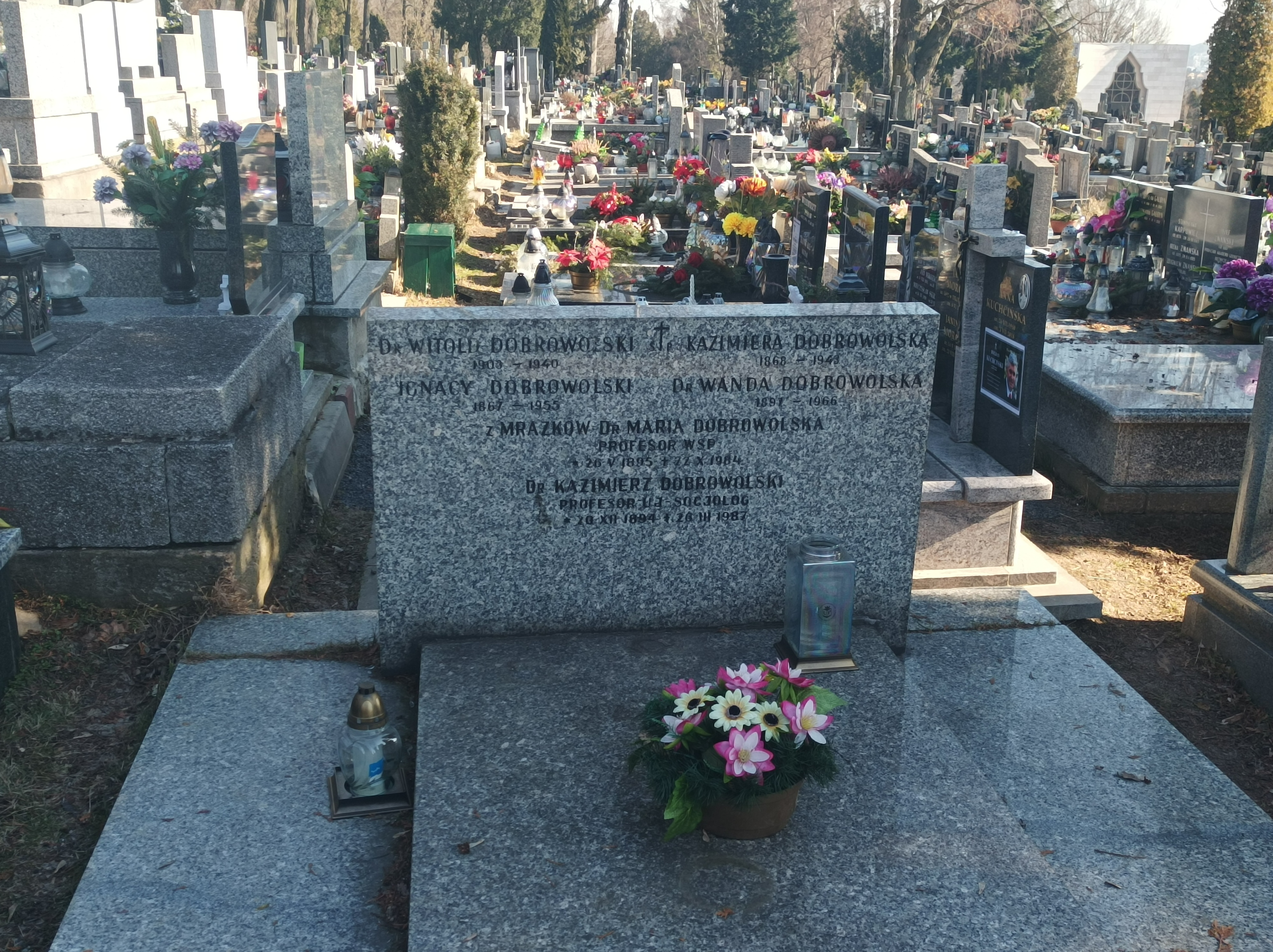
Grób prof. Kazimierza i prof. Marii Dobrowolskiej na cmentarzu Salwatorskim w Krakowie

W 1920 brał udział w pracach Komitetu Plebiscytowego Spisko-Orawskiego w Nowym Targu.
Jego żona Maria Dobrowolska była znanym polskim geografem.
Zmarł w Krakowie, pochowany 3 kwietnia 1987 na cmentarzu Salwatorskim (sektor SC 12-C-6).

## Metoda integralna
Metoda integralna (nazywana też podejściem integralnym lub metodą genetyczno-integralną) była oryginalną propozycją metodologiczną Kazimierza Dobrowolskiego. Wychodząc od krytyki rozdrobnienia i specjalizacji nauk społecznych Dobrowolski wskazywał na konieczność holistycznego podejścia do badań i konieczność korzystania z różnych technik i metod badawczych, by następnie łączyć i porównywać ich wyniki. Badając zjawiska społeczne należy skupić się na ich funkcjonalnych związkach, oraz tzw. podłożu historycznym. Podłoże historyczne jest tu pojmowane jako zbiór czynników o charakterze demograficznym, ekonomicznym, geograficznym, kulturowym, politycznym, technicznym czy psychicznym. Uwzględnienie tak szerokiego spektrum czynników pozwoli nie tylko rozumieć istniejące zjawiska społeczne, ale także zdobyć wiedzę na temat przeszłych stanów społeczeństwa.
Metoda integralna stała się podstawą badań historyczno-terenowych.

## Badania historyczno-terenowe
Badania historyczno-terenowe miały za zadanie, opierając się na metodzie integralnej Dobrowolskiego, łączyć perspektywę historyczną i socjologiczną. Dzięki nim badania socjologiczne mogły być uzupełnione poprzez badanie podłoża historycznego współczesnych zjawisk społecznych. Wiele elementów z tego podłoża stanowi tzw. przeżytki, czyli pozostałości po dawnych epokach historycznych (np. formy własności ziemskiej, zwyczaje, narzędzia pracy). Badania historyczno-terenowe przy odtwarzaniu podłoża historycznego sięgają również do pamięci ludzkiej, oraz do badania tzw. "materialnych pomników źródłowych" (narzędzi, urządzenia wnętrz). Dzięki temu historycy, opierający się najczęściej na badaniach archiwalnych, mogą pogłębić swoją wiedzę o dawnych epokach i uzupełnić niekompletne źródła.
Zgodnie z założeniami metody integralnej, przy badaniach historyczno-terenowych Dobrowolski zalecał stosowanie szerokiej gamy technik badawczych (wywiady, ankiety, obserwacja).
Koncepcja badań historyczno-terenowych kształtowała się w oparciu o przedwojenne badania osadnictwa ludowego w Karpatach i na Podhalu. W rozwiniętej postaci zastosowana została po wojnie, do badaniach przeżytków pańszczyźnianych w małopolskich wsiach.

## Publikacje

### Książki
- Dzieje kultu św. Floriana w Polsce do połowy XVI wieku (1923)
- Wróżda i pojednanie w sądownictwie polskich wsi beskidowych XVI i XVII w. (1924)
- Studia nad kulturą naukową w Polsce do schyłku XVI stulecia (1933)
- Włościańskie rozporządzenie ostatniej woli na Podhalu w XVII i XVIII wieku (1933)
- Najstarsze osadnictwo Podhala (1935)
- Studia nad życiem społecznym i kulturą (1966)
- Studia z pogranicza historii i socjologii (1967)
- Studia podhalańskie [w:] Pasterstwo Tatr polskich i Podhala (1970)
- Teoria procesów żywiołowych w zarysie (1973)

### Artykuły
- Studia nad teorią kultury ludowej, „Etnografia Polska”, t. 4.

## Ordery i odznaczenia
- Krzyż Wielki Orderu Odrodzenia Polski (1984)[7]
- Krzyż Komandorski Orderu Odrodzenia Polski
- Krzyż Kawalerski Orderu Odrodzenia Polski
- Medal Komisji Edukacji Narodowej
- Medal „Merentibus”
- Złota Odznaka „Za Pracę Społeczną dla miasta Krakowa” (1969)[8]